# Encalhados
Laggies (bra/prt: Encalhados) é um filme independente de comédia romântica. Foi lançado em 17 de janeiro de 2014 no Festival Sundance de Cinema.

## Sinopse
Megan é uma pessoa sem rumo de vinte e oito anos que está em um relacionamento sério com seu namorado da escola. Sua amiga de casamento, Allison, propõe inesperadamente seu namorado em casamento. Ela também vê seu pai traindo sua mãe. Chocada e confusa, ela foge e corre para a adolescente Annika e seus amigos. Depois de comprar álcool, Megan anda com seu skate. Quando eles pedem-lhe para ela se juntar a eles para sair de noite, ela aceita.

## Elenco
- Keira Knightley ... Megan
- Larissa Schmitz ... Megan (jovem)
- Chloë Grace Moretz ... Annika
- Sam Rockwell ... Craig
- Ellie Kemper ... Allison
- Sarah Lynn Wright ... Allison (jovem)
- Mark Webber ... Anthony
- Phillip Abraham ... Anthony (jovem)
- Kaitlyn Dever ... Misty
- Tiya Sircar ... Zareena
- Gretchen Mol ... Bethany
- Jeff Garlin ... Pai de Megan
- Sara Coates ... Savannah
- Rocki DuCharme ... Savannah (jovem)
- Louis Hobson ... Theo
- Kirsten deLohr Helland ... Danielle
- Maura Lindsay ... Danielle (jovem)

## Recepção
Com base em 32 avaliações profissionais, alcançou uma pontuação de 63 em 100 no Metacritic.